# Stadio nazionale di Bukit Jalil
Lo stadio nazionale di Bukit Jalil (in inglese Bukit Jalil National Stadium; in malese Stadium Nasional Bukit Jalil) è un impianto sportivo multifunzione malaysiano che si trova a Kuala Lumpur.
Prende il nome dal quartiere cittadinno di Bukit Jalil e sorge all'interno del complesso sportivo noto come Città dello sport, edificato in occasione dei XVI Giochi del Commonwealth del 1998 e utilizzato anche per i successivi giochi del Sud-est asiatico del 2001.
Ha una capienza di 85000 posti che ne fanno uno dei più capienti impianti del Sud-est asiatico.